# Абдулатипов, Абдул-Кадыр Юсупович
Абдул-Кадыр Юсупович Абдулатипов (6 сентября 1935, п. Тарки, Махачкала, Дагестанская АССР) — советский и российский учёный, филолог, педагог, профессор, доктор филологических наук (1987), заведующий кафедрой литературы Дагестана и Востока Дагестанского государственного университета (с 1980), литературный критик, литературовед, переводчик. Заслуженный деятель науки Республики Дагестан. Заслуженный деятель науки Российской Федерации. Член-корреспондент Российской Академии социальных наук. Действительный член Российской Академии естественных наук по секции «Человек и творчество» (1997). Член Союза писателей России (с 1993). Член Союза журналистов России (с 1991).

## Биография
В 1961 году окончил филологический факультет Дагестанский государственный университет. С 1963 года — преподаватель, заместитель декана Дагестанского государственного университета. С 1980 года — заведующий кафедрой литературы Дагестана и Востока ДГУ.
В качестве критика дебютировал во второй половине 1950-х — начале 1960-х годов. Автор более 200 различных работ, среди которых известные своей значительностью монографические исследования «Эволюция творческого метода в кумыкской литературе» (Махачкала, 1979), «Формирование исторических форм реализма в кумыкской литературе XIX века» (Махачкала, 1981), «Формирование социалистического реализма в кумыкской литературе» (Махачкала, 1982), «Литература правды жизни» (Махачкала, 1984), «Возникновение кумыкской литературы и развитие в ней творческих методов» (Москва: ИНИОНЮ, 1984), «История кумыкской литературы до 1917 г.» (Махачкала, 1995), «Темирбулат Бейбулатов» (Махачкала, 1995) и др.
Печатался в журналах и сборниках статей «Советская тюркология», «Филологические науки», «Карогс» («Знамя» — Рига), «Дон», «Фольклор народов РСФСР» (Уфа), «Ирчи Казак — классик дагестанской литературы» (Махачкала, 1980), «Литературное и научное наследие Абусупьяна Акаева» (Махачкала, 1992), «Народная литература» (Анкара, 1997) и т. д.

## Избранные публикации
- антология кумыкской поэзии «Дослукъ» (Махачкала).
- Им подготовлены и изданы в разные годы книги Ирчи Казака, Темир-Булата Бейбулатова, Наби Ханмурзаева, Романа Фатуева «Уллубий Буйнакский», в альманахе «Дослукъ» («Дружба») были опубликованы дастан Абусупьяна Акаева «Тахир и Зухра» и этнографические очерки Маная Алибекова «Адаты кумыков».

## Награды
- Орден Дружбы (2006)
- Заслуженный деятель науки Республики Дагестан.
- Заслуженный деятель науки Российской Федерации[1]
- Почётная грамота Государственного Совета Республики Дагестан (2004).
- Лауреат фонда гуманитарных исследований им. проф. М. А. Абдуллаева.